# Xerox
Xerox (pronunția în original în engleza americană: /ˈzɪə.rɒks/, v. AFI) este o companie de IT din Statele Unite prezentă la nivel internațional, care produce și comercializează imprimante, copiatoare, scanere și alte produse digitale; are vânzări de circa 15,9 miliarde $ anual.
Cuvântul xerox a intrat și în limba română cu sensul de fotocopiator , fiind consemnat în dicționarele limbii și larg răspândit în vorbirea curentă. V. și Xerox (dezambiguizare).

## Xerox în România
Compania este prezentă în România încă din 1968.
Datorită marelui succes pe piață al firmei Xerox, inclusiv în România, cuvântul se mai folosește în română și în sensul general de copiator (mașină de copiat), chiar și pentru aparate de la alte companii.
Xerox România a avut în 2009 afaceri de 17,5 milioane de euro și un profit net de aproximativ 630.000 de euro.
Cifra de afaceri:
| Anul          | 2009 | 2007 | 2006 | 2005 |
| ------------- | ---- | ---- | ---- | ---- |
| milioane euro | 17,5 | 58   | 50   | 44   |